# The Great Moment (1921)
The Great Moment is een Amerikaanse dramafilm uit 1921 onder regie van Sam Wood. Destijds werd de film in Nederland uitgebracht onder de titel Het beslissende oogenblik.

## Verhaal
Edward Pelham is getrouwd met een Russische zigeunerin. Hij is bang dat zijn dochter Nadine in de voetsporen van haar moeder wil treden en daarom arrangeert hij een huwelijk met haar neef. Tijdens een reis naar Nevada laat ze haar oog echter vallen op de ingenieur Bayard Delavel, die haar leven redt wanneer ze door een slang wordt gebeten. Wanneer Edward haar en Bayard samen in zijn cabine vindt, dwingt hij het stel om te trouwen. Bayard is ervan overtuigd dat Nadine niet verliefd is op hem en hij regelt daarom een echtscheiding. In Washington stemt Nadine erin toe om te trouwen met de miljonair Howard Hopper. Op de avond van haar verloving treft ze Bayard opnieuw en het stel verzoent zich.

## Rolverdeling
| Acteur             | Personage                   |
| ------------------ | --------------------------- |
| Gloria Swanson     | Nada Pelham / Nadine Pelham |
| Alec B. Francis    | Edward Pelham               |
| Milton Sills       | Bayard Delaval              |
| Frank Butler       | Eustace                     |
| Raymond Blathwayt  | Lord Crombie                |
| Helen Dunbar       | Lady Crombie                |
| Julia Faye         | Sadi Bronson                |
| Clarence Geldart   | Bronson                     |
| Ann Grigg          | Blenkensop                  |
| Arthur Stuart Hull | Howard Hopper               |